# Liste des préfets de l'Essonne
Cette liste présente les préfets et sous-préfets du département français de l'Essonne depuis sa création le 1er janvier 1968. Pour les instances précédentes, se reporter à la liste des préfets de Seine-et-Oise.
Liste des préfets de l'Essonne depuis la création du département le 1er janvier 1968, né de l'ancien département de Seine-et-Oise. Le siège de la préfecture est Évry.

## Cinquième République
| Période                                  | Période         | Identité              | Fonction précédente                                                     | Observation |
| ---------------------------------------- | --------------- | --------------------- | ----------------------------------------------------------------------- | --- |
| Les données manquantes sont à compléter. |                 |                       |                                                                         | |
| 1969                                     | 1973            | Michel Aurillac       | Préfet de l'Indre                                                       | |
| 1973                                     | 1974            | Jean-Francis Philippe |                                                                         | |
| 1974                                     | 1977            | Paul Cousseran        |                                                                         | |
| 1977                                     | 1980            | Jean Clauzel          |                                                                         | |
|                                          | 1985            | Michel Lhuillier      |                                                                         | Nommé Préfet du Calvados |
| 1985                                     | 1987            | Max Lavigne           | Préfet du Haut-Rhin                                                     | |
| 1987                                     | 1989            | Paul Chambreaud       |                                                                         | |
| 1989                                     | 1991            | Jean-Louis Dufeigneux | Préfet du Gard                                                          | |
| 1991                                     | 1994            | Rémy Pautrat          | Conseiller à la sécurité du Premier ministre                            | Nommé à la tête du SGDN |
| 1994                                     | 1996            | François Leblond      | Préfet du Var                                                           | |
| 1996                                     | 2000            | Pierre Mutz           | Directeur de cabinet du préfet de police                                | |
| 2000                                     | 2004            | Denis Prieur          | Préfet du Haut-Rhin                                                     | |
| 2004                                     | 2006            | Bernard Fragneau      | Préfet de l'Eure                                                        | |
| 2006                                     | 2008            | Gérard Moisselin      | Préfet d'Indre-et-Loire                                                 | |
| 2008                                     | 2011            | Jacques Reiller       | Préfet de la Charente-Maritime                                          | |
| 2011                                     | 2013            | Michel Fuzeau         | Conseiller pour les affaires intérieures au cabinet du Premier ministre | |
| 2013                                     | 19 avril 2016   | Bernard Schmeltz      | Préfet de la Vendée                                                     | |
| 20 avril 2016                            | avril 2018      | Josiane Chevalier     | Préfète des Pyrénées-Orientales                                         | Nommée préfète de Corse, préfète de la Corse-du-Sud |
| avril 2018                               | août 2020,      | Jean-Benoît Albertini | Commissaire général à l’égalité des territoires                         | Secrétaire général du ministère de l'intérieur Haut fonctionnaire de défense et haut fonctionnaire chargé du développement durable du ministère de l'intérieur |
| août 2020                                | août 2022,      | Éric Jalon            | Conseiller pour les affaires intérieures au cabinet du Premier ministre | Nommé directeur général des étrangers en France à l'administration centrale du ministère de l'intérieur                                                        |
| 23 août 2022                             | 17 janvier 2024 | Bertrand Gaume        | Préfet de Vaucluse                                                      | Nommé préfet du Nord, préfet des Hauts-de-France |
| mars 2024,                               | (en cours)      | Frédérique Camilleri  | Préfète de police des Bouches-du-Rhône                                  | |

### Sous-préfets de l’Essonne
Deux sous-préfectures sont situées à Étampes et Palaiseau.

### Préfets délégués pour l’égalité des chances
Liste des préfets délégués pour l'égalité des chances de l'Essonne depuis la création de ces fonctions :
| Période                                  | Période    | Identité           | Fonction précédente                               | Observation |
| ---------------------------------------- | ---------- | ------------------ | ------------------------------------------------- | ----------- |
| 2006                                     | 2008       | Alain Zabulon      | Sous-préfet d'Antony                              |             |
| 2008                                     | 2010       | Éric Freysselinard |                                                   |             |
| 2010                                     | 2012       | Pierre Lambert     | Secrétaire général de la préfecture du Val-d'Oise |             |
| 2012                                     | 2016       | Seymour Morsy      |                                                   |             |
| 2016                                     | (en cours) | Alain Bucquet      | Sous-préfet du Raincy                             |             |
| Les données manquantes sont à compléter. |            |                    |                                                   |             |